# Hôtel de ville de Birmingham
 (octobre 2021).
La mise en forme du texte ne suit pas les recommandations de Wikipédia : il faut le « wikifier ».
Les points d'amélioration suivants sont les cas les plus fréquents. Le détail des points à revoir est peut-être précisé sur la page de discussion.
- Les titres sont pré-formatés par le logiciel. Ils ne sont ni en capitales, ni en gras.
- Le texte ne doit pas être écrit en capitales (les noms de famille non plus), ni en gras, ni en italique, ni en « petit »…
- Le gras n'est utilisé que pour surligner le titre de l'article dans l'introduction, une seule fois.
- L'italique est rarement utilisé : mots en langue étrangère, titres d'œuvres, noms de bateaux, etc.
- Les citations ne sont pas en italique mais en corps de texte normal. Elles sont entourées par des guillemets français : « et ».
- Les listes à puces sont à éviter, des paragraphes rédigés étant largement préférés. Les tableaux sont à réserver à la présentation de données structurées (résultats, etc.).
- Les appels de note de bas de page (petits chiffres en exposant, introduits par l'outil «  Source ») sont à placer entre la fin de phrase et le point final[comme ça].
- Les liens internes (vers d'autres articles de Wikipédia) sont à choisir avec parcimonie. Créez des liens vers des articles approfondissant le sujet. Les termes génériques sans rapport avec le sujet sont à éviter, ainsi que les répétitions de liens vers un même terme.
- Les liens externes sont à placer uniquement dans une section « Liens externes », à la fin de l'article. Ces liens sont à choisir avec parcimonie suivant les règles définies. Si un lien sert de source à l'article, son insertion dans le texte est à faire par les notes de bas de page.
- La présentation des références doit suivre les conventions bibliographiques. Il est recommandé d'utiliser les modèles {{Ouvrage}}, {{Chapitre}}, {{Article}}, {{Lien web}} et/ou {{Bibliographie}}. Le mode d'édition visuel peut mettre en forme automatiquement les références.
- Insérer une infobox (cadre d'informations à droite) n'est pas obligatoire pour parachever la mise en page.

Pour une aide détaillée, merci de consulter Aide:Wikification.
Si vous pensez que ces points ont été résolus, vous pouvez retirer ce bandeau et améliorer la mise en forme d'un autre article.
« Hôtel de ville de Birmingham » redirige ici. Pour le siège du gouvernement de la ville du même nom, voir Council House de Birmingham.
L'hôtel de ville de Birmingham (en anglais : Birmingham Town Hall) est une salle de concerts inaugurée en 1834, déclaré monument classé de Degré I. Il est situé à Victoria Square à Birmingham, au Royaume-Uni.
Outre être la première des monumentales mairies qui caractériseraient les villes de l'Angleterre victorienne, la mairie de Birmingham a aussi été la première œuvre significative du XIXe siècle de l'architecture romaine, un style choisi pour ce bâtiment dans le contexte du radicalisme très chargé de Birmingham dans la décennie 1830 par ses associations républicaines[2]. Sa création s'est basée sur les proportions du Temple de Cástor et Pollux situé dans le Forum Romain[3]. « Parfait et écarté » sur un podium vaste et à bossages, il a supposé un concept complètement nouveau dans l'architecture anglaise.
Il a été créé comme siège pour le Birmingham Triennial Music Festival fondé en 1784, dont l'objectif était percevoir des fonds pour le General Hospital, après que l'église St Philip (qui deviendrait plus tard la cathédrale) devint trop petite pour héberger le festival, et pour des réunions publiques.
Le bâtiment a été restauré entre 2002 et 2008. il actuellement héberge un programme varié d'événements comprenant des concerts de musique, des spoken word, danses, ainsi que des réunions annuelles, présentations de produits, conférences, dîners, parades de mode, cérémonies de graduation et programmes de télévision.

## Histoire

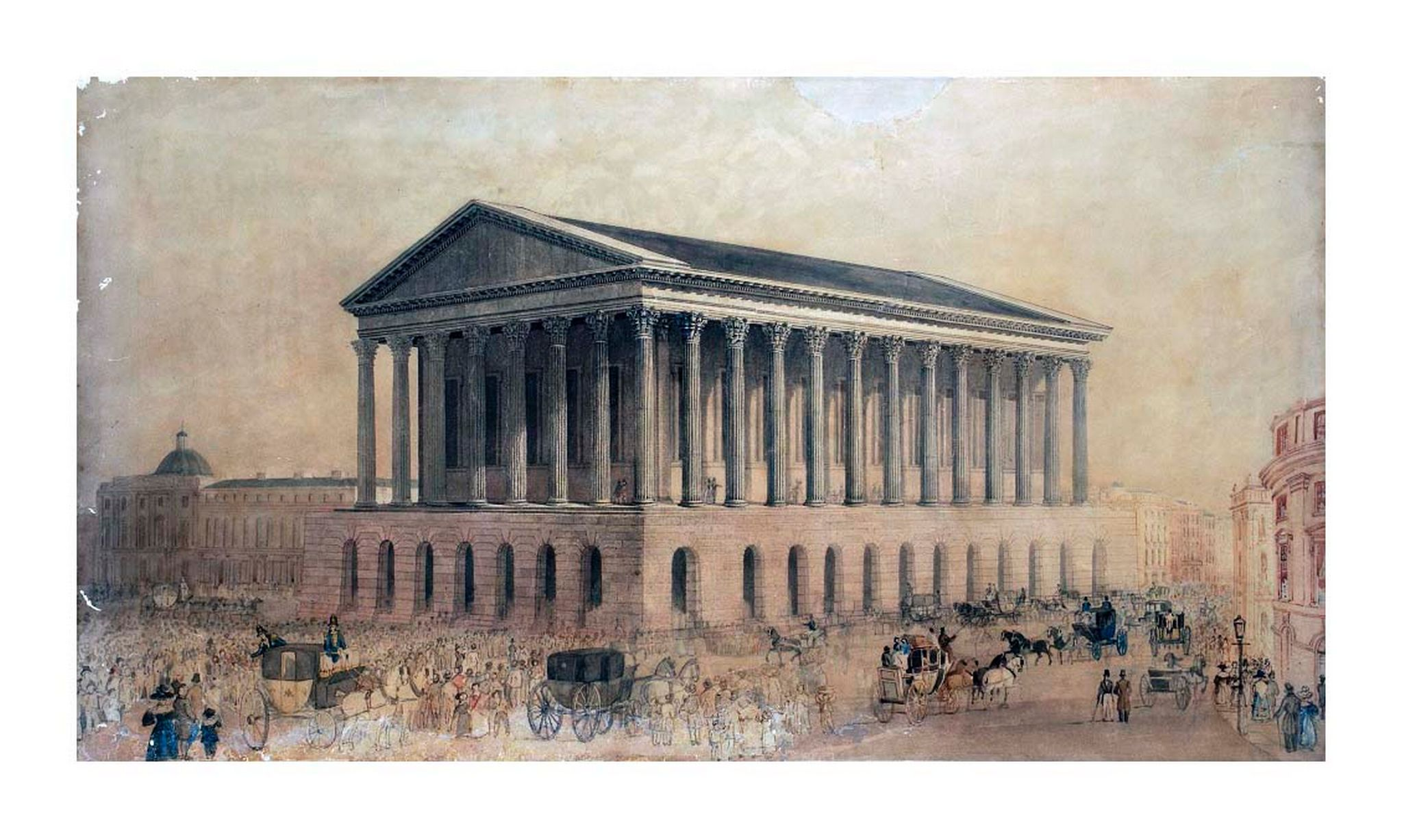
Impression artistique (1831) de W. Harris, De la Hansom & Welch Design, ainsi que présenté dans le concours pour dessiner le bâtiment. L'original est exposé là.

Les Birmingham Street Commissioners ont envisagé deux parcelles pour la construction d'une salle de concerts dans la ville: une à Bennetts Hill et une autre à Paradise Street, plus chère. Ils ont choisi cette dernière et ont convoqué un concours d'architecture auquel ont été présentées 67 propositions, dont une de Charles Barry, dont la création pour la King Edward's School en New Street était alors en construction.
La construction a commencé le 27 avril 1832 et devait être terminée en 1833. Pourtant, Hansom s'est déclaré en banqueroute pendant la construction, en raison d'un budget trop bas. Avec injection d'argent supplémentaire, le bâtiment a pu être inauguré pour le Music Festival, le 7 octobre 1834, malgré le fait que le bâtiment encore n'était pas complètement terminé.

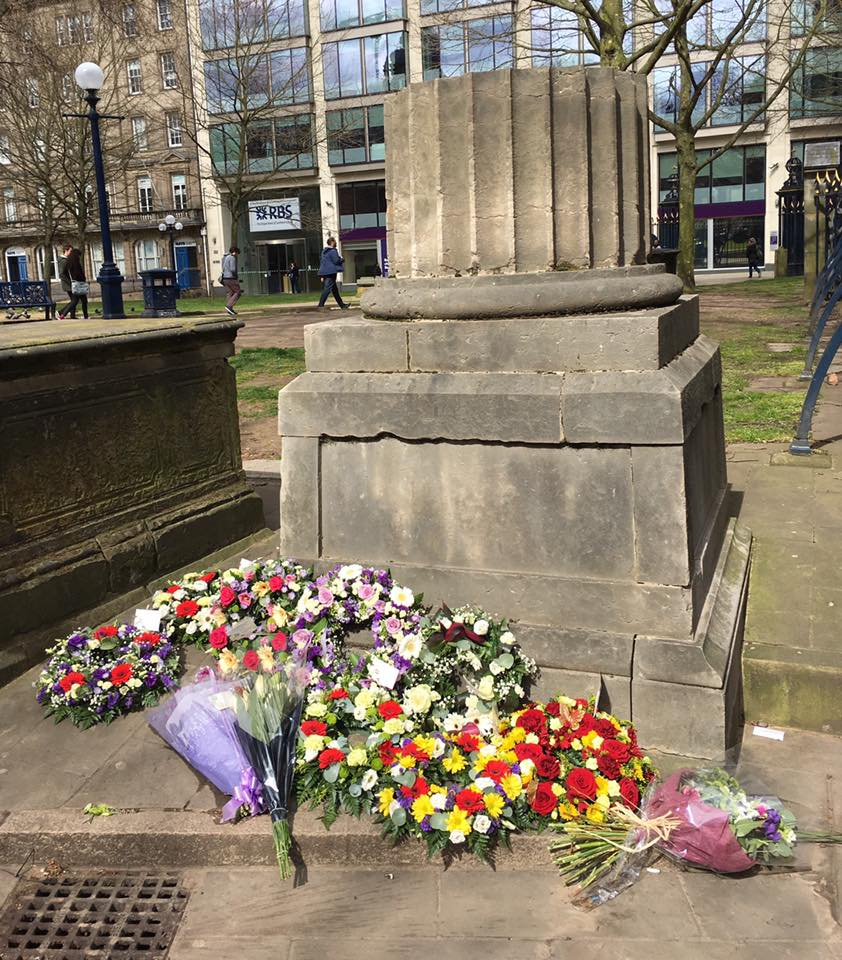
Le mémorial à Badger et Heap sur le parvis de la cathédrale de St Philip, usé actuellement chaque an dans le Jour International des Travailleurs comme mémorial à tous ceux qui sont morts lors d'accidents de travail.

Pendant la construction, le 26 janvier 1833, deux travailleurs sont morts. Tous deux ont été enterrés sur le parvis de la cathédrale St Philip et leur a été consacré un mémorial.

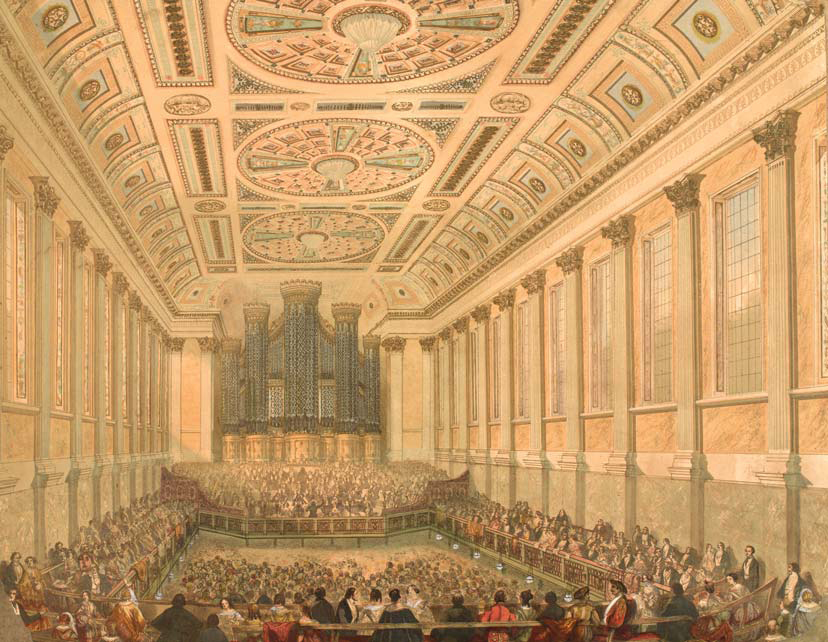
L'intérieur du bâtiment en 1845.

Charles Dickens a donné ici des lectures publiques, et des œuvres de Mendelssohn comme The Dream of Gerontius de Elgar ont été données en avant-première dans le bâtiment. Le bâtiment a été la salle de concerts habituel de l'Orchestre Symphonique de la Ville de Birmingham depuis 1918 jusqu'à 1991, lorsqu'il a été déplacé au Symphony Hall.

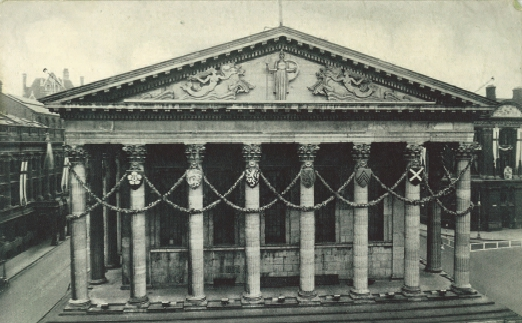
La mairie en 1937 décoré pour le couronnement de George VI et son épouse Isabel.

Des concerts de musique populaire ont eu lieu ici, et dans les années 1960 et 1970 se sont produits des artistes célèbres comme Buddy Holly, The Beatles, Led Zeppelin, Queen, Pink Floyd, Black Sabbath, The Rolling Stones et Bob Dylan.
Le 9 août 1902, la mairie, ainsi que la Council House, s'est illuminée en célébration du couronnement du Roi Edouard VII et la Reine Alexandra. Elle a été à nouveau illuminée le 22 juin 1911 pour le couronnement du Roi George V. En 1901, il y a eu des troubles à l'occasion d'une visite de David Lloyd George.

## Rénovations
L'hôtel de ville a fermé en 1996 pour une rénovation de 35 millions de livres, entreprise par Wates Construction, qui a permis de lui redonner sa gloire d'origine, avec son orgue de 6 000 tuyaux toujours en place. Le projet a été financé par 18,3 millions de livres du conseil municipal de Birmingham, 13,7 millions de livres du Heritage Lottery Fund et 3 millions de livres du Fonds européen de développement régional. La galerie supérieure, qui avait été ajoutée en 1926-27, a été retirée, ce qui a permis de restaurer l'intérieur de la salle à un niveau proche de son état d'origine.
L'organiste de la ville de Birmingham, Thomas Trotter, a joué un morceau de musique à un groupe d'écoliers en 2005, après que la majorité de l'orgue ait été nettoyée. Cependant, l'organiste et les enfants ont tous dû porter des casques de protection car le risque de chute de débris subsistait. Il a joué de l'orgue tous les mois depuis la fermeture de la salle jusqu'en 2005, s'assurant ainsi qu'il était maintenu en état de jouer. La salle est désormais gérée, au même titre que le Symphony Hall, par l'organisme caritatif Performances Birmingham Limited. Avec 1 100 places assises, sa capacité est environ la moitié de celle du Symphony Hall.
Elle a rouvert ses portes pour des concerts le 4 octobre 2007 et a été officiellement inaugurée le 22 avril 2008 par TRH The Prince of Wales et The Duchess of Cornwall.
Pendant les années de rénovation, le côté de l'hôtel de ville qui fait face à Victoria Square a été caché par des feuilles publicitaires géantes, un calendrier de l'Avent géant et, pendant la Coupe du monde de la FIFA 2002, un grand écran de télévision extérieur qui a été utilisé pour diffuser les matchs en direct de Corée et du Japon. Bien que l'écran de télévision n'ait été que temporaire, un autre "Big Screen" a été érigé à l'angle du bâtiment sur Chamberlain Square, face à la bibliothèque centrale de Birmingham, qui diffusait en direct la chaîne de télévision BBC One. Le Big Screen de la BBC a été retiré après une vive controverse.

## Architecture
Le hall a la forme d'un temple corinthien indépendant, avec 14 travées du nord au sud et 8 travées d'est en ouest. Il s'inspire étroitement du temple de Castor et Pollux à Rome et reproduit l'élément le plus distinctif de son prédécesseur - son haut podium - en pierre rustiquée. Les colonnes du bâtiment sont surmontées de chapiteaux ornés de feuilles d'acanthe dans un motif en spirale emboîté caractéristique, au-dessus duquel l'entablement simplifié présente une architrave simple et une corniche à denticules. Derrière la colonnade, la cella contenant le Grand Hall présente de hautes fenêtres coiffées d'architraves à oreilles. À l'extrémité sud du podium se trouve une arcade de deux travées de profondeur, vitrée pour former un vestibule en 1995, qui marque l'entrée principale du bâtiment.
Le bâtiment est construit en briques fabriquées à Selly Oak et revêtu de marbre Penmon Anglesey offert à la ville par Sir Richard Bulkeley, propriétaire des carrières de Penmon.

## Usages
Le bâtiment est apparu dans le film de 1967 de Peter Watkins Privilège et a été aussi utilisé (comme le Royal Albert Hall) dans le film de 1996 Les Virtuoses.

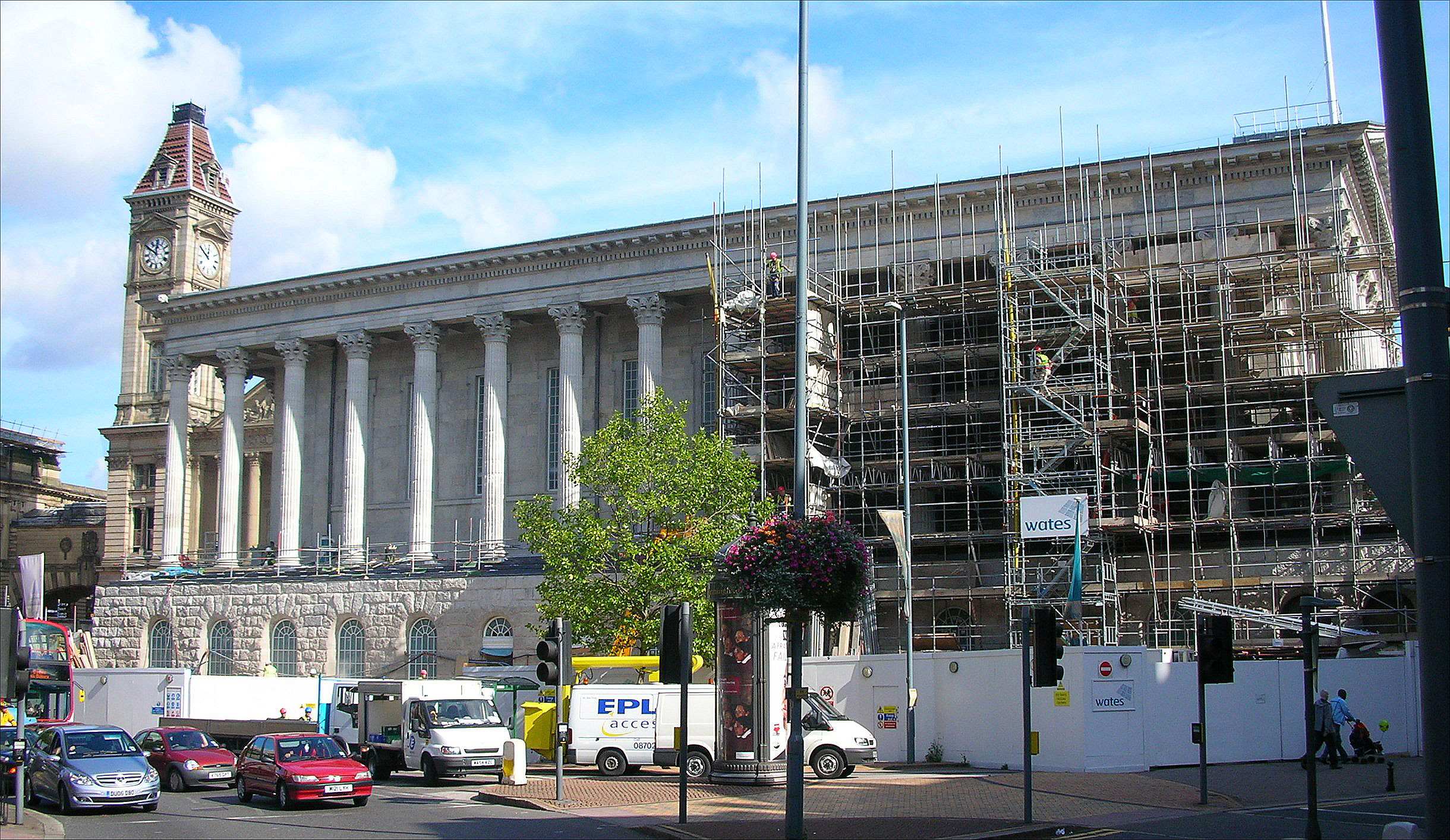
La mairie après des années de rénovation.

Le bâtiment a fermé en 1996 pour une rénovation de 35 millions de livres (équivalents à 59 millions en 2015), réalisée par Wates Construction, qui a rendu à la mairie à sa gloire originale et a réussi maintenir son orgue de six mille tuyaux. Le projet a été financé pour 18,3 millions de livres par la mairie de Birmingham, 13,7 millions de livres par le Heritage Lottery Fund et 3 millions par le Fonds européen de développement régional. Il a retiré la galerie supérieure, qui avait été ajoutée entre 1926 et 1927, en restaurant l'intérieur du bâtiment conformément à sa disposition .
La salle de concerts a une capacité de 1100 spectateurs, environ la moitié que celle du Symphony Hall. Elle a rouvert pour des concerts le 4 octobre 2007, et a été réinaugurée officiellement le 22 avril 2008 par le prince Charles de Galles et Camilla de Cornouailles,.

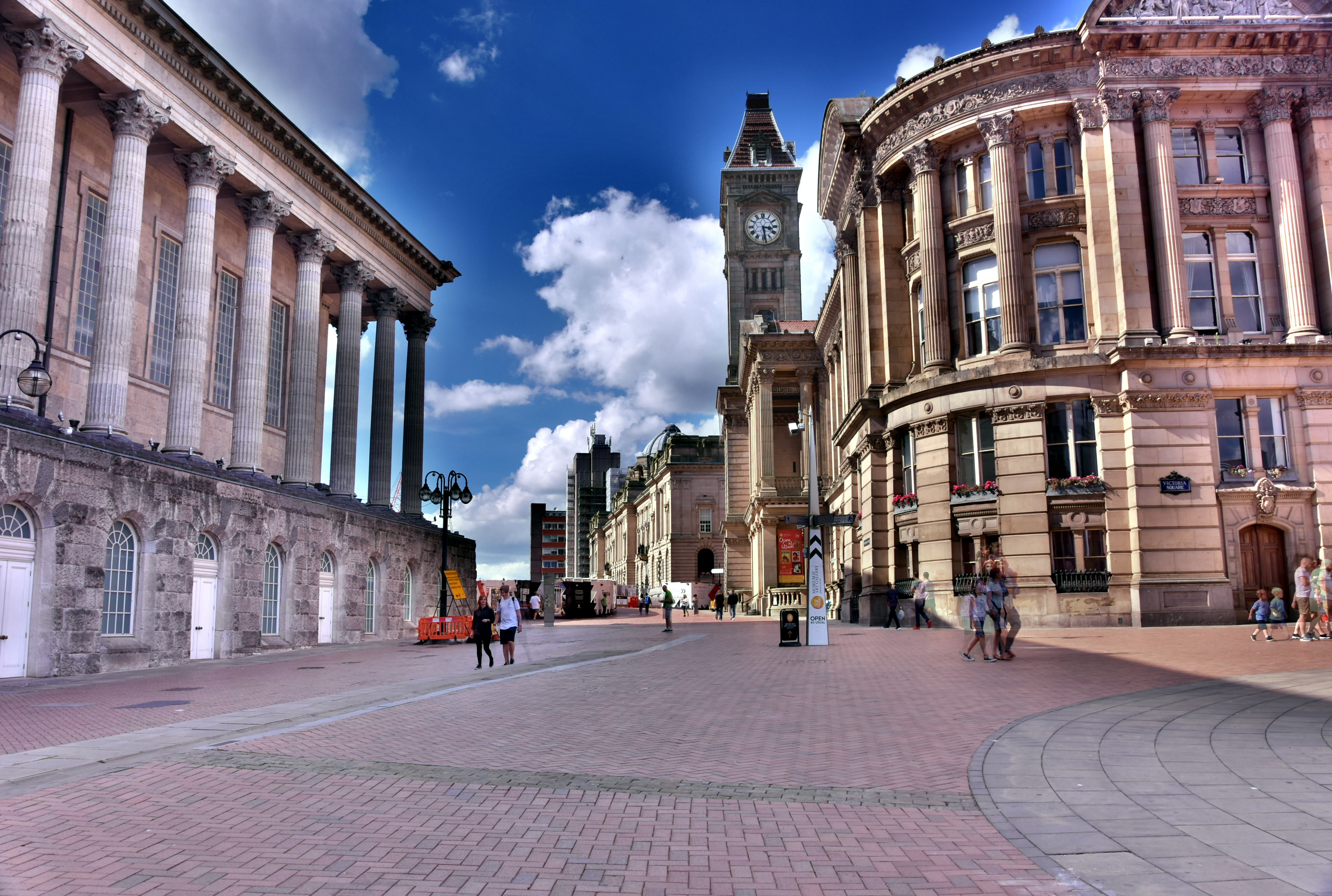
La mairie de Birmingham et Council House photographiés depuis Victoria Square.

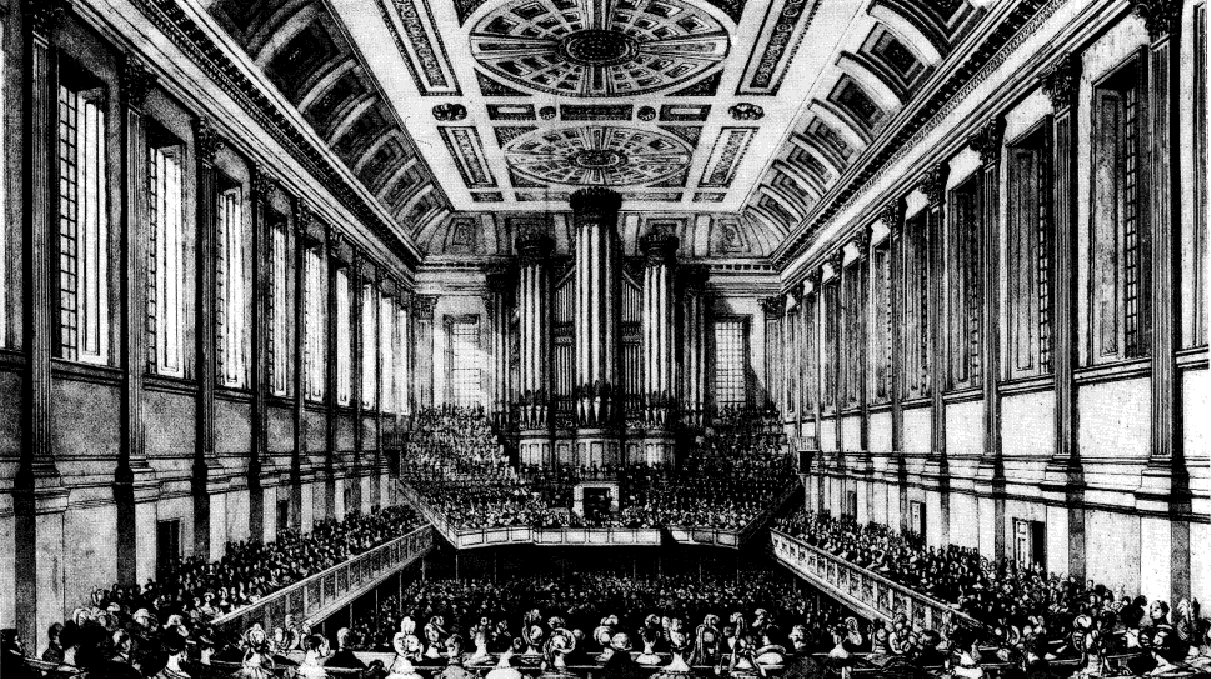
Le Music Festival en 1834 après l'installation de l'orgue de William Hill.

La mairie est connue pour son orgue. Installé en 1834 par William Hill & Sons avec quatre claviers et soixante-dix registres, il été sujet à beaucoup de restaurations et des altérations, toutes réalisées par William Hill, jusqu'à une restauration de Willis en 1932. En 1956 l'orgue avait été élargi à quatre-vingt-dix registres. Les restaurations les plus récentes, en 1984 et 2007, ont été réalisées par Manders of London. Dans le National Pipe Organ Register on peut trouver une description actuelle de l'orgue.